# James Gresham (MP)
James Gresham (nascido em Fulham, em 1617 - falecido em Haslemere, em 1689) foi um político inglês na segunda metade do século XVII.
Gresham morou em Haslemere em 1650. Ele foi chamado para o bar em 1652. Ele tornou-se um JP em 1660 e em 1676 ele deu uma casa de caridade para a cidade.